# باسيت ماغواير
باسيت ماغواير (بالإنجليزية: Bassett Maguire)‏ هو عالم نبات أمريكي، ولد في 4 أغسطس 1904 في غادسدن في الولايات المتحدة، وتوفي في 6 فبراير 1991 في مانهاتن في الولايات المتحدة.